# Muon
Le muon est, selon le modèle standard de la physique des particules, une particule élémentaire de charge électrique négative, instable. Le muon a pour spin 1/2 et a les mêmes propriétés physiques que l'électron, mis à part sa masse, 207 fois plus grande (105,66 MeV/c2, c'est pour cela qu'on l'appelle parfois « électron lourd »). Les muons sont des fermions de la famille des leptons, comme les électrons et les taus. Les muons sont notés μ−. L'antimuon, l'antiparticule associée au muon, est notée μ+ et est chargée positivement.
Sur Terre, les muons sont produits par la désintégration de pions chargés. Les pions sont créés dans la haute atmosphère par l'action des rayons cosmiques. Les muons ont une durée de vie faible (environ deux microsecondes). Cependant, les muons ont une grande énergie, ainsi l'effet de dilatation temporelle décrite par la relativité restreinte les rend observables à la surface de la Terre.
Tout comme il existe un neutrino électronique associé à l'électron, il existe un neutrino muonique qui est associé au muon. Les neutrinos muoniques sont notés νμ.
Les muons positifs peuvent s'associer avec un électron pour former une particule appelée le muonium, ou μ+e–. À cause de la différence de masse entre le muon et l'électron, le muonium ressemble plus à un atome d'hydrogène que le positronium, association d'un positron avec un électron.
La masse du muon est voisine de celle du pion, mais toutefois un peu plus faible.

## Classification
Le muon trouve sa place dans le tableau récapitulatif suivant.
|          | Fermions élémentaires | Fermions élémentaires | Fermions élémentaires | Fermions élémentaires                                     | Fermions composés | Fermions composés | Fermions composés     | Fermions composés      | Fermions composés |
| Quarks   | Quarks                | Leptons               | Leptons               | Nucléons                                                  | Nucléons          | Hypérons          | Hypérons              | Hypérons               |                   |
| Charge   | −1/3                  | +2/3                  | −1                    | 0                                                         | +1                | 0                 | −1                    | 0                      | +1                |
| -------- | --------------------- | --------------------- | --------------------- | --------------------------------------------------------- | ----------------- | ----------------- | --------------------- | ---------------------- | ----------------- |
| stable   | down                  | up                    | électron              | neutrino électronique neutrino muonique neutrino taunique | proton            | neutron           |                       |                        |                   |
| instable | étrange bottom        | charmé top            | muon tau              |                                                           |                   |                   | Sigma - Ksi - Oméga - | Sigma 0 Ksi 0 Lambda 0 | Sigma + Lambda +  |

## Histoire
Les muons furent découverts par Carl David Anderson et son assistant Seth Neddermeyer, au Caltech, en 1936, alors qu'ils travaillaient sur les rayons cosmiques. Ils remarquèrent des particules dont la trajectoire s'incurvait de manière distincte de celle des électrons et des autres particules connues, lorsqu'elles étaient soumises à un champ magnétique. Ces nouvelles particules portaient une charge électrique négative mais leur trajectoire était moins incurvée que celle des électrons mais plus incurvée que celle des protons à vitesse égale. On supposait que leur charge électrique négative était égale à celle de l'électron et qu'étant donné la différence de courbure de la trajectoire, on devait en déduire qu'elles avaient une masse intermédiaire à celle de l'électron et du proton.
C'est pour cela qu'Anderson nomma d'abord cette particule mesotron (« mésotron »), dont le préfixe meso- venant du grec signifie « intermédiaire ». Comme peu après d'autres particules de masses intermédiaires furent découvertes, le terme générique de meson (« méson ») fut adopté pour nommer de telles particules. Face au besoin de les différencier, le mesotron fut renommé μ meson (« méson μ »), avec la lettre grecque μ (« mu ») utilisée pour ressembler au son de la lettre latine « m ».
Cependant on découvrit bientôt que le méson μ différait de manière significative des autres mésons; par exemple ses produits de désintégration comprenaient un neutrino et un antineutrino, en lieu et place de l'un ou de l'autre, comme on l'observait pour les autres mésons, ceux-ci étant des hadrons, particules formées de quarks et donc sujettes à des interactions fortes. Dans le modèle de quark, un méson est composé d'exactement deux quarks (un quark et un anti-quark), à la différence des baryons qui sont composés de trois quarks. On découvrit, cependant, que les mésons μ étaient des particules fondamentales (leptons) comme les électrons, sans structure de quark. Ainsi les mésons μ n'étant pas du tout des mésons (au sens nouvellement défini du terme meson), le terme mu meson (« méson μ ») fut abandonné et remplacé par la nouvelle appellation de muon.

## Moment magnétique
Le moment magnétique du muon est l'objet d'intenses recherches, tant théoriques qu'expérimentales, parce que sa valeur précise est un test du modèle standard. On en discute en général sous la forme du facteur de Landé {\displaystyle g}, un nombre sans dimension défini par :
{\displaystyle g=\left({\frac {2m}{|q|}}\right){\frac {\mu }{S}}}
où :
µ est le moment magnétique du muon ;
S son spin ;
m sa masse ;
q sa charge électrique.
L'équation de Dirac donne {\displaystyle g=2} pour les particules de spin 1/2 comme le muon, mais le modèle standard prédit une valeur légèrement supérieure (d'un peu plus d'un millième) en raison de son interaction avec les particules virtuelles du vide. Pour comparer les valeurs théoriques et expérimentales de {\displaystyle g} on définit l'« anomalie du muon » :
{\displaystyle a_{\mu }={\frac {g-2}{2}}}.
Les résultats les plus précis obtenus en 2021 sont :
| Anomalie du muon              | Valeur               |
| ----------------------------- | -------------------- |
| Mesure expérimentale          | 0,001 165 920 61(41) |
| Calcul théorique de référence | 0,001 165 918 10(43) |
| Différence                    | 0,000 000 002 51(59) |

Ces deux résultats ne diffèrent que de 2,5 millionièmes (en valeur relative) mais la différence, égale à 4,3 σ (écarts type), est très probablement réelle. Si elle était confirmée (on a coutume d'exiger une différence d'au moins 5 σ pour s'autoriser à conclure), elle serait la preuve que le modèle standard ne décrit pas parfaitement la réalité physique. L'une des explications possibles est l'existence de particules virtuelles non prévues par le modèle standard.
Un autre calcul théorique incluant la composante hadronique à l'aide de calcul de chromodynamique quantique sur réseau, publié en même temps que l'article indiquant la nouvelle valeur expérimentale, aboutit à une valeur de l’anomalie plus proche de la valeur expérimentale, bien que toujours non compatible avec elle. Le calcul nécessite d'être confirmé par d'autres équipes et il restera à expliquer la différence avec la valeur théorique de référence,. Un résultat expérimental publié le 10 août 2023 par le Fermilab donne {\displaystyle g-2} = 0,002 331 841 10 ± 0,000 000 000 43 (stat.)  ± 0,000 000 000 19 (syst.) et donc aμ = 0,001 165 920 59(22), la différence avec la valeur théorique devient 0,000 000 002 49(48), ce qui correspond à un écart de presque 5,2 σ qui reste à expliquer.

## Mesure des flux de muons
La technologie de la muographie mesure les flux de muons. Ceux-ci diminuent à chaque traversée d'obstacle. Cette mesure permet de déterminer la densité des secteurs traversés par les muons.

## Dans la culture populaire

### Télévision
La série télévisée The Big Bang Theory fait parfois référence aux muons dans ses dialogues scientifiques humoristiques.

### Cinéma
Dans le film Interstellar (2014), les personnages traversent un tesseract, une structure spatio-temporelle théorique, et sont exposés à des radiations intenses contenant des muons.

### Littérature
Le roman thriller  Muon (2024) de Darwin Balmane base son intrigue sur l'exploration de la grande pyramide de Gizeh par Muographie afin d'en percer les derniers secrets.
Dans le roman de science-fiction Les Fils de Fondation par Isaac Asimov, les muons sont mentionnés dans le contexte de la physique des particules. Bien que les muons ne soient pas le sujet principal du livre, ils font partie de l'univers scientifique imaginé par Asimov 